# 石黒新
石黒 新（いしぐろ あらた、1959年1月27日 - ）は讀賣テレビ放送のテレビプロデューサー、元アナウンス部長。

## 略歴
- 富山県出身。
- 立命館大学文学部史学科日本史専攻。
- 1981年に讀賣テレビ放送に入社。ニュース記者・ドキュメンタリー制作に携わる。
- 1984年、「きんきTODAY」にて、まだ全国的には無名であった尾崎豊のドキュメンタリーを制作する[1]。
- 1995年、阪神・淡路大震災時には同社のニュース番組『ニューススクランブル』のCP（チーフプロデューサー）として、キャスターの辛坊治郎と共に震災報道の継続強化に努め、同社報道局は翌年の日本民間放送連盟賞放送活動部門優秀賞を受賞した。その後、吉本興業と設立した「ワイズビジョン」に出向し、バラエティ番組を担当。
- 2001年に報道局に戻り、NNNドキュメントを制作。編成局広報部（現・広報宣伝部）部長補佐を経て、2004年から2007年までアナウンス部長。管理職としての配属であり本職のアナウンサーではないため、実際にアナウンス業務には従事していない。その後は50年社史編纂事務局長を経て、総務局総務部専門部長。